# Isola Lilienthal
L'isola Lilienthal (in inglese Lilienthal Island) è una piccola isola antartica facente parte dell'arcipelago Windmill.
Localizzata ad una latitudine di 66° 11' sud e ad una longitudine di 110°23' est, l'isola fa parte del gruppo delle isole Donovan, al largo della costa Budd. La zona è stata mappata per la prima volta mediante ricognizione aerea durante l'operazione Highjump e l'operazione Windmill, negli anni 1947-1948. È stata intitolata dalla US-ACAN al meteorologo della US Navy B.R. Lilienthal, membro del team della stazione Wilkes dell'anno 1957.